# Димитър Великин
Димитър Великин или Велаков (на гръцки: Δημήτριος Βελάκης, на македонска литературна норма: Димитар Велаков) е гръцки комунистически деец и партизанин от Егейска Македония.

## Биография
Великин е роден на 10 май 1908 година в леринското село Баница. Включва се в комунистическата съпротива през Втората световна война в 1941 година. В периода 1944 – 1945 е председател на Окръжния народоосвободителен комитет за Леринско. През 1946 – 1947 е секретар на Окръжния комитет на Народоосвободителен фронт за Леринско. След това става политически комисар на бригада на ДАГ. Умира на 7 март 1997 година в Скопие. 